# ひろのみずえ
ひろの みずえ（広野 瑞枝、1976年 - ）は、日本の小説家、児童文学作家。

## 略歴
埼玉県生まれ。母は『魔女の宅急便』の挿画などを手がけた画家の広野多珂子。女子美術短期大学卒業。ぬいぐるみデザイナーを経て、イラストレーターになる。東京造形芸術学園「絵本・童話セミナー」で石崎洋司に師事。『デンデラノ』で小説家としてデビュー。

## 著書
- 『デンデラノ』ジャイブ 2005
- 『闇ケ沼影伝説』大日本図書 2005
- 『首七つ : seven mysterious stories』大日本図書 2006
- 『なにがみえるの?』ひさかたチャイルド 2007
- 『瓜ふたつ』大日本図書 2008
- 『3びきめのひつじ クリスマス伝説』再話 広野多珂子絵 女子パウロ会 2009
- 『いつまでもここでキミを待つ』ポプラ社 2010
- 『わたげふわり』チャイルド本社 2012
- 『ほわほわーん』チャイルド本社 2017

### 共著
- 『ひとりって、こわい!』石崎洋司編・作 石川宏千花,香谷美季,藤野恵美共作 講談社 2012